# ブラックストーン川 (アルバータ州)
ブラックストーン川（ブラックストーンがわ、Blackstone River）は、北アメリカ大陸西部のカナダアルバータ州を流れる、小さな河川である。

## 概要
カナダのアルバータ州の南部を流れるブラックストーン川は、カナディアン・ロッキーを流れる川としては中規模の河川である。この川の源流は、北緯52度36分43秒、西経116度34分15秒付近、標高1637mに存在するターペイアン岩（Tarpeian Rock）の辺りである。ここから、北東方向に流れ降りながら、幾つもの小さな支流がこの川に合流してくる。そして、北緯52度49分43秒、西経116度05分03分付近で、Brazeau Riverへと合流するところまでがブラックストーン川となる。なお、この合流点の標高は1057mである。この川は、ジャスパー国立公園の境界の外側を流れていて、わずかに同公園から南に外れている。

## 合流後について
この川が合流したブレイジョー川は、ノースサスカチュワン川へ合流する、ノースサスカチュワン川の主要な支流の1つである。そして、その後も何度も川の名前が変わってゆき、最終的にこの川の水はハドソン湾へと注いでいる。